# Malacidin
Malacidin là một loại hóa chất được tạo thành do vi khuẩn tìm thấy trong đất để tiêu diệt vi khuẩn Gram dương. Hoạt động của chúng dường như phụ thuộc vào calci. Các nhà khoa học đã khám phá ra nó và được công bố vào năm 2018.
Họ malacidin được phát hiện bằng cách sử dụng một phương pháp kiểm tra vi sinh mới trong đất, cho phép các nhà nghiên cứu xác định các thành phần di truyền cần thiết để sản xuất hóa chất. Malacidin A đã tỏ ra tiêu diệt được Staphylococcus aureus và các vi khuẩn Gram dương khác.

## Cấu trúc hóa học
Malacidin là lipopeptides macrocycle. Bài báo năm 2018 mô tả hai hóa chất trong họ malacidin, chỉ khác nhau bằng nhóm metylen ở đuôi lipid của chúng. Lõi peptide của chúng bao gồm bốn amino acid không có proteinogenic. Tên "malacidin" có nguồn gốc từ chữ viết tắt của metagenomic acidic lipopeptide antibiotic và hậu tố -cidin.

## Cơ chế hoạt động
Malacidin xuất hiện để có được cấu hình hoạt động của chúng sau khi chúng liên kết với calci; các phân tử kết hợp calci sau đó xuất hiện để ràng buộc với lipid II, một phân tử tiền thân của tế bào vi khuẩn, dẫn đến phá hủy thành tế bào và vi khuẩn sẽ chết. Vì vậy, chúng sẽ là một thành viên mới của lớp kháng sinh phụ thuộc vào calci. Phát hiện của malacidin ủng hộ quan điểm cho rằng kháng sinh phụ thuộc calci là một lớp lớn hơn trước đây nghĩ.

## Lịch sử
Malacidin được phát hiện bởi các nhà nghiên cứu tại Đại học Rockefeller, đứng đầu là Brad Hover và Sean Brady. Nhóm nghiên cứu đã tìm kiếm kháng sinh liên quan đến daptomycin và tính chất phụ thuộc vào calci của chúng, nhưng xác định rằng sẽ không thực tế đối với các biến đổi tế bào trong điều kiện phòng thí nghiệm. Thay vào đó, nhóm nghiên cứu đã sử dụng cách tiếp cận di truyền được mở rộng hơn. Họ tập trung vào việc tìm kiếm các nhóm gen tổng hợp sinh học (BGCs) - gen thường được biểu hiện cùng nhau, vi khuẩn sử dụng để tạo ra các chất chuyển hóa thứ cấp. Để làm được điều này, họ chiết xuất DNA từ khoảng 2.000 mẫu đất để xây dựng các metagenomics đã thu được sự đa dạng di truyền của vi sinh vật môi trường. Sau đó, họ đã tạo ra các mồi thoái hoá để khuếch đại các gen tương tự như BGC tạo ra daptomycin bằng phương pháp PCR, sắp xếp các gen khuếch đại và sau đó sử dụng metagenomics để xác nhận rằng những gen này thật sự có thể là loại của BGC mà họ tìm kiếm. Một trong số các BGC mới tìm thấy có khoảng 19% mẫu đất được sàng lọc nhưng không tìm thấy trong các bộ sưu tập vi sinh vật nuôi, do đó họ lấy BGC, đưa nó vào các vi khuẩn ký chủ khác, sau đó phân lập và phân tích các chất chuyển hóa thứ cấp. Nghiên cứu được công bố trong tạp chí Nature Biology vào tháng 2 năm 2018.

## Hướng nghiên cứu
Cách tiếp cận sàng lọc đất cho các hợp chất hữu ích sử dụng gen đã được thực hiện bởi những người khác, và có thể sẽ tiếp tục là một phương pháp để tiếp tục khám phá các chất chuyển hoá sơ cấp và các chất chuyển hóa thứ cấp được tạo ra bởi vi sinh vật.
Vào năm 2018, malacidin chưa được thử nghiệm trên người. Vào thời điểm khám phá của họ, nó không được biết liệu khám phá này có dẫn tới bất cứ thuốc kháng sinh mới nào; cho thấy rằng một loại thuốc tiềm năng là an toàn và hiệu quả phải mất hàng năm làm việc và hàng triệu đô la, và các nhà khoa học cho biết vào thời điểm đó họ không có kế hoạch để cố gắng phát triển một loại thuốc dựa trên nghiên cứu này. Trong bài báo năm 2018, malacidin cho thấy chỉ tiêu diệt vi khuẩn Gram dương và không phải là vi khuẩn Gram âm. Tuy nhiên, chúng có thể giết được các mầm bệnh đa kháng, bao gồm vi khuẩn kháng vancomycin trong phòng thí nghiệm và nhiễm trùng da Staphylococcus aureus kháng methicillin (MRSA) trong mô hình vết thương động vật.
Brady, Hover, và hai tác giả khác tiết lộ trong bài báo năm 2018 rằng họ có "lợi ích tài chính cạnh tranh, vì họ là nhân viên hoặc tư vấn viên của Lodo Therapeutics". Lodo được thành lập vào năm 2016 trong phòng thí nghiệm của Brady, để khám phá các hóa chất mới trong tự nhiên là điểm khởi đầu cho khám phá dược phẩm.